# Stockholm Open 2014
Stockholm Open 2014 var en tennisturnering som spelades inomhus i Kungliga Tennishallen på hardcourt. Det var den 46:e upplagan av turneringen, som var en del av ATP 250 Series samt ATP World Tour 2014. Turneringen spelades mellan 13 och 19 oktober 2014.

## Mästare

### Singel
- Tomáš Berdych besegrade  Grigor Dimitrov, 5–7, 6–4, 6–4

### Dubbel
- Eric Butorac /  Raven Klaasen besegrade  Treat Huey /  Jack Sock, 6–4, 6–3